# Ulrich Engel (Philologe)

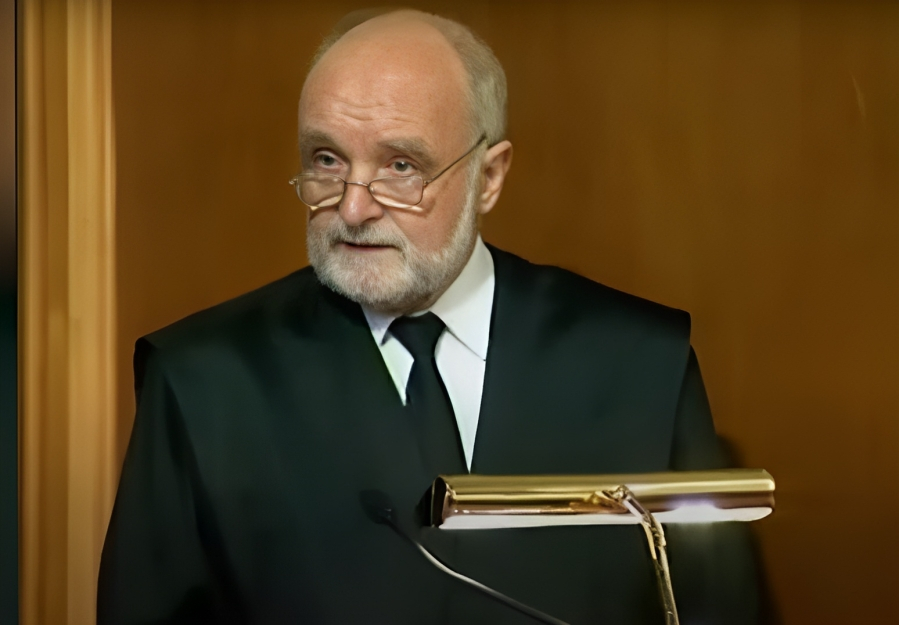
Ulrich Engel

Ulrich Engel (* 20. November 1928 in Stuttgart; † 22. Mai 2020) war ein deutscher Germanist.
Nach seinem Abitur im Jahre 1948 studierte Ulrich Engel in Tübingen und zeitweise in Göttingen. Seit dem Studium war er Mitglied der Tübinger Königsgesellschaft Roigel. Er promovierte 1955 an der Universität Tübingen mit der Arbeit Mundart und Umgangssprache in Württemberg.
Ab Mitte der 1960er Jahre war er einer der ersten Mitarbeiter des Instituts für Deutsche Sprache (IDS) in Mannheim und von 1970 bis 1977 dessen Direktor. Er war zudem Honorarprofessor für Germanistik an der Universität Bonn und als Gastprofessor an Universitäten weltweit unterwegs. Hauptarbeitsgebiet in Forschung und Lehre war die deutsche Grammatik, ein Schwerpunkt unter anderem die Klassifikation der Verben.

## Werke (Auswahl)
- 1969: Neue Beiträge zur deutschen Grammatik
- 1972: Gegenwartssprache und Gesellschaft
- 1976: Kleines Valenzlexikon deutscher Verben
- 1978: Grammatik und Deutschunterricht
- 1983: Verbalphrase und Verbvalenz
- 1988: Deutsche Grammatik. 2., verbesserte Auflage. Julius Groos Verlag Heidelberg. ISBN 3-87276-600-7.
- 1993: Kommunikative Grammatik Deutsch als Fremdsprache
- 2002: Kurze Grammatik der deutschen Sprache
- 2006: Gaudium in scientia linguarum

## Festschriften
- Pavica Mrazović, Wolfgang Teubert (Herausgeber): Valenzen im Kontrast. Ulrich Engel zum 60. Geburtstag. Groos, Heidelberg 1988. ISBN 978-3-87276-612-0.
- Ludwig M. Eichinger, Jacqueline Kubczak, Franz Josef Berens (Herausgeber): Dependenz, Valenz und mehr. Beiträge zum 80. Geburtstag von Ulrich Engel. Groos, Tübingen 2011. ISBN 978-3-87276-890-2.